# My Love
My Love är en låt med Justin Timberlake. Den släpptes som singel i september 2006 och återfinns på hans andra studioalbum FutureSex/LoveSounds, utgivet den 12 september 2006.
My Love nådde förstaplatsen på Billboard Hot 100.